# Il giardino di Paperino
Il giardino di Paperino (Donald's Garden) è un film del 1942 diretto da Dick Lundy. È un cortometraggio animato della serie Donald Duck, prodotto dalla Walt Disney Productions e uscito negli Stati Uniti il 12 giugno 1942, distribuito dalla RKO Radio Pictures.

## Trama
Paperino sta innaffiando le sue angurie e, mentre litiga con la pompa dell'acqua, allaga involontariamente la tana di un gopher. L'animale esce e si accorge del florido orto di Paperino, così inizia a mangiarne alcune verdure. Quando poi divora le angurie, Paperino se ne accorge e tenta in tutti i modi di fermare il gopher, che però gli sfugge sempre. Alla fine l'animale blocca a terra Paperino usando il fusto della pianta di angurie come una corda, dopodiché si mangia in pochi istanti tutte le verdure dell'orto davanti all'impotente papero.

## Distribuzione

### Edizioni home video

#### VHS
- I 50 anni folli di Paperino (gennaio 1987)
- VideoParade vol. 1 (ottobre 1992)
- Paperino un disastro di eroe (agosto 1999)
- Topolino & C. naturalmente amici (settembre 2001)

#### DVD
Il cortometraggio è incluso nel DVD Walt Disney Treasures: Semplicemente Paperino - Vol. 2.